# Geoffroea striata
Geoffroea striata (Jacq.), o  manduvirá,  es una especie botánica de árbol de la familia Faboideae, corteza amarillenta y fruto de sabor dulce y comestible; mediano de madera medianamente pesada apta para carpintería, carbón y leña. 
De porte mediano, 10-14 m de altura y 6 dm de diámetro, follaje caduco, inerme, copa densa y desarrollada, mesótona, fuste corto característico por presentar un tronco anómalo con costillas en todo su desarrollo.
Es un árbol higrófilo, ampliamente distribuido en América meridional.
Su presencia es escasa. Forma un "matorral de inundación" sujeto a inundaciones temporales, siendo las especies frecuentes Geoffroea spinosa, Prosopis hassleri, Prosopis ruscifolia y Prosopis nigra. 
En 1892, Morong (citado por Burkart, 1952) menciona que los indígenas se alimentan de semillas tostadas, de gusto muy agradable, que le dan el nombre común al árbol (manduvirá, significa "parecido al maní" en guaraní). También las ramas tiernas se usan como filamentos de cuerdas resistentes. Las hojas tienen el alcaloide "eserina", y produce una resina rojiza. Su madera es muy poco conocida y no ha sido descrita anatómicamente; y no cotiza en el mercado.
- Observaciones: florece de septiembre a octubre y fructifica de noviembre a enero. Fruto dulce y comestible, carnoso (drupa)

La rama del chañar tiene botones de la flor del árbol, cuyos pétalos están pigmentados por un amarillo intenso.

## Nombres comunes
- Maní de los indios, almendrón (Perú), manduvirá (Paraguay)

## Distribución
Desde Ecuador, Perú, Brasil, Bolivia, Paraguay y Argentina.
En Paraguay en los departamentos de: Alto Paraguay, Central, Concepción, Ñeembucú, Paraguarí, y Presidente Hayes.
En Argentina en el NOA y NEA, en bosques higrófilos de Salta, este de Formosa, y de Chaco, nordeste de Santa Fe, y en el noroeste de Corrientes en el Distrito Fitogeográfico Chaqueño Oriental.

## Sinónimos
- Geoffroea bredemeyeri Kunth
- Geoffroea striata (Willd.) J.F.Macbr.
- Geoffroea superba Humb. & Bonpl.
- Robinia striata Willd.
- (enlace roto disponible en Internet Archive; véase el historial, la primera versión y la última).